# Aberri Eguna

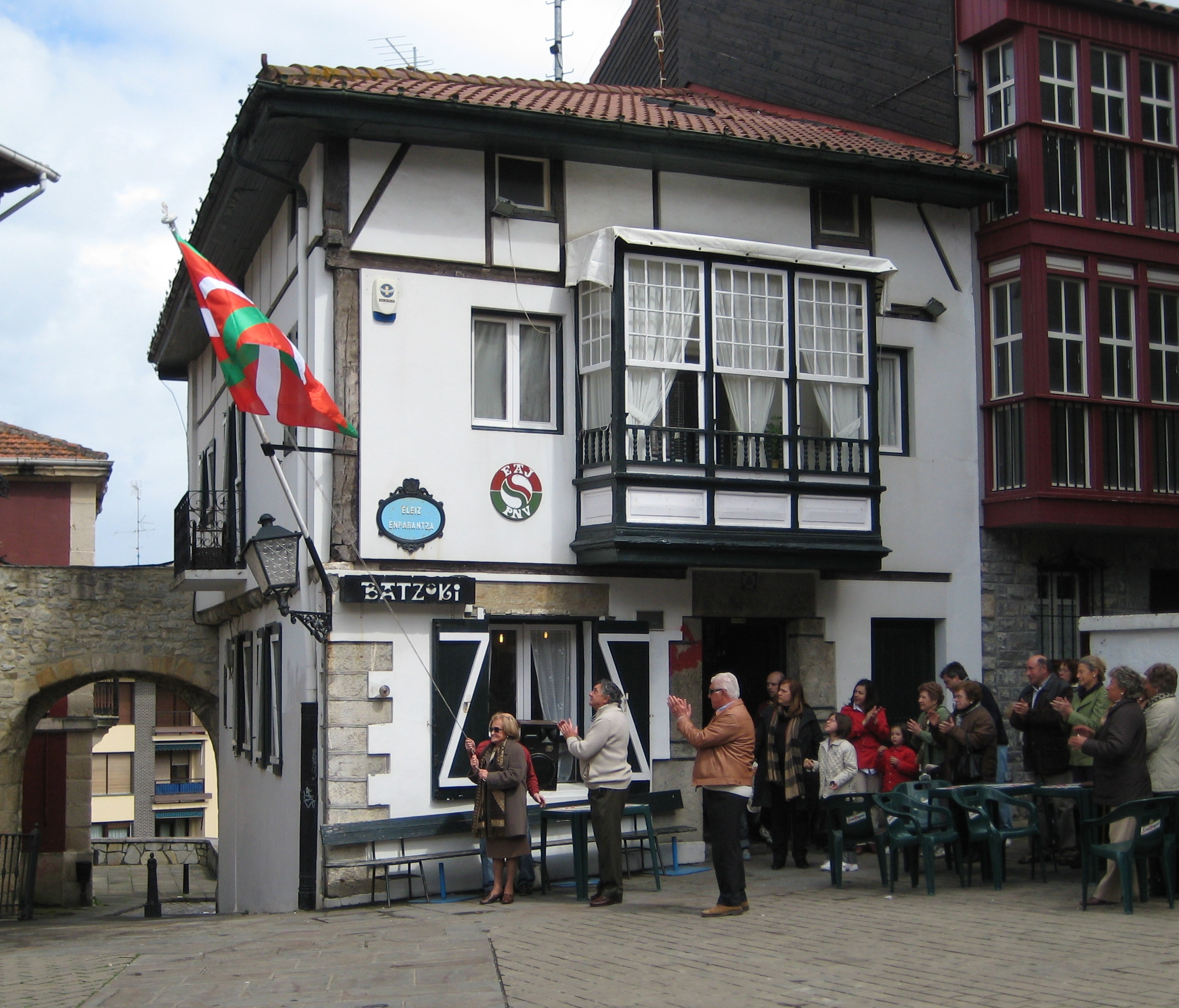
Izada de la ikurriña en un batzoki.

El Aberri Eguna («Día de la Patria» en euskera, en referencia a la patria vasca) es una celebración festiva del nacionalismo vasco que se convoca anualmente en el Domingo de Resurrección. Dicha celebración se celebra principalmente en las comunidades autónomas españolas de País Vasco y Navarra; y en el País Vasco francés, en el departamento de los Pirineos Atlánticos de Francia, además de por la diáspora vasca repartida en el mundo.
Fue creada por el Partido Nacionalista Vasco en 1932. Ocasionalmente han tomado parte partidos de izquierdas no vinculados a dicha ideología, fundamentalmente durante la transición política española, produciéndose la última convocatoria conjunta en 1979. 
La primera celebración se realizó en Bilbao en 1932. Fue prohibido tras la guerra civil española de 1936 y se comenzó a celebrar de nuevo en 1964.

## Origen del Aberri Eguna
El Partido Nacionalista Vasco ha sostenido tradicionalmente que la institución del Aberri Eguna el Domingo de Resurrección de 1932 conmemoraba el 50 aniversario del «descubrimiento» de Sabino Arana, fundador del Partido Nacionalista Vasco (PNV) y padre del nacionalismo vasco, de su condición de vizcaíno (vasco) y no español.
Según la tradición, Luis Arana, hermano de Sabino Arana, efectuó un viaje en 1882, portando una insignia fuerista. Un santanderino que viajaba con él le interpeló al ver la insignia fuerista y le dijo algo que resultaría trascendental:

«Pues mira, eso es lo que no entiendo bien. Si los vizcaínos sois españoles y vuestra patria es España, no sé cómo queréis gozar de unos fueros que los demás españoles no tienen y eludir obligaciones que a todos los españoles deben comprender por igual ante la patria común. Gozando de los fueros no servís en el ejército español, ni contribuís con dinero al Tesoro de la patria. No sois buenos españoles...»

Luis admitió el razonamiento del santanderino y se cuestionó si era español o sólo vizcaíno, llegando a la conclusión de que solo era lo segundo. Ese mismo año comentó su trascendental descubrimiento con su hermano Sabino Arana —que por aquel entonces se hallaba en casa convaleciente de tuberculosis y se decía carlista—, el cual llegó a la misma conclusión. Aquel día en el que Sabino Arana descubrió el nacionalismo vasco es el que se conmemora con el Aberri Eguna. Según la tradición del PNV, la conversación entre los hermanos Arana se produjo el Domingo de Resurrección de 1882. Esta afirmación se basó en un supuesto escrito que dejó Sabino Arana en el que afirmaba:

«Pero el Domingo de Resurrección de 1882, ¡bendito el día en que conocí a mi patria!...»

Sin embargo, debido a la falta de pruebas, actualmente esta datación no se considera creíble. Algunos historiadores consideran que los líderes nacionalistas hicieron coincidir el Aberri Eguna con el Domingo de Resurrección en un intento de dotar a la fiesta de un mayor simbolismo, incidiendo en el carácter profundamente católico del nacionalismo vasco frente al secularismo de la Segunda República Española. No hay que olvidar el simbolismo del descubrimiento de Arana, considerado por los nacionalistas vascos como la resurrección de la nación vasca.

## El primer Aberri Eguna (1932)
La celebración tuvo lugar tras la instauración de la Segunda República española. El nacionalismo catalán contaba con la celebración de la "Diada" ya desde 1889 y el nacionalismo gallego con el "Día de la Patria Gallega" desde 1919.
El primer Aberri Eguna en 1932, congregó a 60.000 personas y fue convocado en Bilbao por el Partido Nacionalista Vasco el 27 de marzo de 1932, Domingo de Resurrección, y consistió en una manifestación que partiendo de la plaza del Sagrado Corazón, finalizó en la casa natal de Sabino Arana, Sabin Etxea, rehabilitada en 1931 como sede del PNV en Bibao, donde Luis Arana descubrió una placa conmemorativa del evento.
El siguiente año, 1933, fue la ciudad de San Sebastián la que albergó la concentración festiva con el lema Euzkadi-Europa, interviniendo en el mismo José Antonio Aguirre y Telesforo de Monzón. En 1934 se celebró en Vitoria contando con la presencia de Manuel de Irujo. En 1935, durante el bienio radical-cedista, se celebró en Pamplona. Sin embargo, la manifestación contó con la oposición del Gobierno y de la derecha navarra y para conseguir el necesario permiso gubernativo se debió cambiar su nombre por el de "Euzko Eguna" (Día Vasco), así como su fecha de celebración, realizándose diversos actos políticos y folclóricos en el frontón "Euskal Jai" y en la plaza de toros. El inicio de la Guerra Civil en julio de 1936, conllevó que no hubiera una celebración unitaria en una localidad determinada, aunque se festejó la efemérides realizando actos menores en diversos lugares.

## Las celebraciones tras la guerra civil
Durante la dictadura franquista (1939-1975) fue un evento inicialmente proscrito en España y que solo a medida que transcurría el tiempo fue celebrándose, siempre como una jornada reivindicativa y de lucha por las libertades. Solo en el País Vasco Francés, tras el fin de la Segunda Guerra Mundial, el PNV y el Gobierno Vasco en el exilio siguieron manteniendo esta celebración. 
En 1947 se produjo la primera concentración significativa, en Bilbao. Poco después, el 1 de mayo, Vizcaya fue el escenario de una huelga general en el sector metalúrgico, que también fue apoyada por el PNV, que movilizó a unos 50.000 obreros y terminó con la ocupación por parte del Ejército de Bilbao, cuatro mil detenidos y la desarticulación de los comités locales de la Unión General de Trabajadores y de la Confederación Nacional del Trabajo.
En 1963, por primera vez en la historia, un grupo exclusivamente vascofrancés, Enbata, convoca una celebración del Aberri Eguna al margen del PNV.
A partir de 1964, las convocatorias se hacen ya en España, siempre bajo presión policial. Ese año, la localidad elegida fue Guernica, con una asistencia que desbordó las previsiones del PNV. En 1965, Vergara fue el escenario, con los accesos a la ciudad cortados por la policía franquista, trasladándose a Vitoria el año siguiente. Ese año, 1966, Euskadi Ta Askatasuna (ETA) efectúa su primera convocatoria, en Irún y Hendaya. En 1967 se realizó en la céntrica Plaza del Castillo de Pamplona, con severas medidas de seguridad, finalizando con una carga policial y la detención de más de 300 participantes. Otros hitos significativos de la celebración son la celebración conjunta de EGI y ETA en 1969 o la primera celebración conjunta celebrada en Bayona (Francia) en 1972, con la asistencia, entre otros, del Partido Nacionalista Vasco, ELA-STV, EGI, ETA, o Enbata.
A finales de la dictadura y durante la Transición fue adoptado por todos los partidos nacionalistas vascos y por los no nacionalistas de izquierdas como fiesta de la patria vasca, o día nacional del País Vasco, así en 1975, en Guernica, a la convocatoria conjunta asistieron personalidades internacionales, siendo algunas de estas también detenidas por la policía. 
En 1978 se produjo una histórica convocatoria conjunta que reclamó un estatuto de autonomía para el País Vasco. Tras las primeras convocatorias conjuntas, a medida que se iba enrareciendo el ambiente político en el País Vasco, estas se fueron rompiendo. El PSE-PSOE dejó de celebrar el Aberri Eguna después de la edición de 1979, aunque recuperara la fiesta de forma efímera cuando se fusionó con Euskadiko Ezkerra en 1993.

## El Aberri Eguna en la actualidad
Hoy en día es una fiesta no oficial que celebran únicamente los partidos y organizaciones nacionalistas vascas. La diáspora vasca también lo celebra en el exterior en diversas casas vascas. La celebración ha pasado de realizarse por separado, a organizarse conjuntamente y en la actualidad hay dos convocatorias.
En los últimos años, el PNV celebra su acto en la plaza Nueva de Bilbao, realizando un acto político en el que intervienen el presidente del partido y el lehendakari (cuando este es del PNV). 
Desde 2012 la red ciudadana Independentistak celebra el Aberri Eguna en Pamplona con una manifestación por la independencia secundada por el resto de organizaciones políticas nacionalistas (Sortu, EA, Aralar, Alternatiba y Abertzaleen Batasuna), por los sindicatos nacionalistas ELA y LAB y desde 2014 Udalbiltza, y que acaba con un acto frente al Monumento a los Fueros. A la manifestación le siguen una comida popular y una jornada festiva por la tarde en el Casco Viejo de la capital navarra.